# Eudorylas peruensis
Eudorylas peruensis är en tvåvingeart som först beskrevs av Hardy 1947.  Eudorylas peruensis ingår i släktet Eudorylas och familjen ögonflugor.
Artens utbredningsområde är Peru. Inga underarter finns listade i Catalogue of Life.